# Joop Dikmans
Johannes Petrus Maria (Joop) Dikmans (Rotterdam, 31 januari 1930 – Heerhugowaard, 14 december 2022) was een Nederlands clown en acteur. Hij werd soms aangeduid als Joep(ie).

## Levensloop en carrière
Dikmans gebruikte als kind samen met zijn broer Harry Dikmans de clownskostuums van zijn vader, de kunstschilder en acteur Gerard Dikmans.
Als 16-jarige begon Dikmans op te treden als clown. Hij vormde een duo komisch cascadeurs onder de naam The Handy Fools. Het duo trad in de beginjaren op met een dubbelact; naast The Handy Fools, traden zij op onder de naam Grazy and Grazy. Na ruim tien jaar kwam de samenwerking ten einde doordat Dikmans' medespeler werd getroffen door een hernia. Dikmans vervolgde zijn carrière als clown solo onder de naam Handy Fool in diverse circussen. Tevens trad Dikmans samen met zijn vrouw, zangeres Trudy Dile, op in een kindershow onder de naam Trudy en Joepie Handy Fool. Hij zou uiteindelijk 43 jaar als clown in circus en theater werken.
In de televisieserie Bassie en Adriaan nam Dikmans de rol van de dove boef B2 over van zijn broer Harry. Hiernaast werkte hij in 1988 voor Bassie en Adriaan in het circus als verkoper van de merchandising, zoals de videobanden van de televisieseries.
Op 14 december 2022 overleed Dikmans op 92-jarige leeftijd in zijn slaap. In de laatste maanden van zijn leven leed hij aan dementie.

## Privé
Dikmans was weduwnaar en had een zoon en een dochter. Zijn echtgenote, zangeres Trudy Dilé met wie hij tevens optrad, overleed na bijna vijftig jaar huwelijk. Na het overlijden van Dilé leidde Dikmans in de laatste jaren van zijn leven een teruggetrokken bestaan.